# سدیم متیل‌سولفینیل‌متیلید
سدیم متیل‌سولفینیل‌متیلید (به انگلیسی: Sodium methylsulfinylmethylide) با فرمول شیمیایی C۲H۵NaOS یک ترکیب شیمیایی است. که جرم مولی آن ۱۰۰٫۱۳ g/mol می‌باشد. 